# کوسی واکیموتو
کوسی واکیموتو (انگلیسی: Kosei Wakimoto؛ زادهٔ ۸ ژانویهٔ ۱۹۹۴) بازیکن فوتبال اهل ژاپن است.